# Episymploce parafissa
Episymploce parafissa är en kackerlacksart som beskrevs av Roth, L. M. 1997. Episymploce parafissa ingår i släktet Episymploce och familjen småkackerlackor. Inga underarter finns listade i Catalogue of Life.